# İZBAN E22100
İZBAN E22100 або «Дельфін затоки» (тур. Körfez Yunusu), — електропоїзд, виготовлений Hyundai Rotem для İZBAN A.Ş. з метою збільшення рухомого складу. 

Кожен поїзд складається з 3 постійно з’єднаних вагонів, які використовуються для приміських перевезень в Ізмірі. 

Перший поїзд надійшов 30 серпня 2014 року, а останній (40-й) — 31 грудня 2015 року. 